# Кассіміут
Кассіміут (давні написання: Qagssimiut і Kagsimiut) - поселення в муніципалітеті Куяллек на півдні Гренландії. Поселення було засноване в 1835 році як торгова станція. З населенням 20 осіб у 2020 році це найменше організоване постійне поселення в Гренландії. 
До січня 2009 року поселення - разом з Екалугаарсуїту та Саарлока, а також з 13 овечими фермами - належали муніципалітету Какорток.
1 січня 2009 року поселення стало частиною муніципалітету Куджаллек, коли муніципалітети Нарсак, Какорток та Нанорталік припинили своє існування. Населення в даний час управляється спільною селищною радою,  хоча Кассіміут не має безпосереднього представництва в раді.

## Охорона здоров’я та інфраструктура
Послуги з охорони здоров’я населеного пункту надає лікарня Наппарсімавік у Какортоку. Шпитальний катер регулярно відвідує населений пункт, а за необхідності доступний аварійний вертоліт.
Дочірнє підприємство KNI Pilersuisoq управляє місцевим універсальним універмагом у населеному пункті. 

### Школа
Школа поселення - Atuarfik Qassimiut (з ґренландської "школа Кассіміут") є частиною освітнього району Какорток. Двокласний шкільний корпус було перенесено в Кассіміут в 1965 році. Останній ремонт та реконструкція школи відбувся наприкінці 1980-х.

## Транспорт та зв'язок
У поселенні є власний вертодром "Кассіміут", який експлуатується Mittarfeqarfiit. Усі інші перевезення здійснюються лише на човні. У селищі є гравійні дороги, але машин немає.
Інтернет та телефонні зв’язки забезпечуються компанією Greenland Home Rule.

## Відомі люди з Кассіміута
- Джонатан Моцфельдт - політик (S)

## Населення
Більшість міст та поселень на півдні Гренландії демонструють негативні тенденції зростання протягом останніх двох десятиліть, причому багато населених пунктів швидко обезлюднюються. Протягом останніх двох десятиліть Кассіміут швидко втрачав населення. Населення зменшилось більш ніж на дві третини порівняно з рівнем 1990 року. 